# Булдыгинское сельское поселение
Булдыгинское сельское поселение — упразднённое муниципальное образование в Зубово-Полянском районе Мордовии в России.
Административный центр — село Булдыгино.
Сельское поселение расположено в южной части района. Населённые пункты поселения расположены на берегах реки Лундан.

## История
Границы Булдыгинского сельского поселения установлены Законом Республики Мордовия от 07 февраля 2005 года № 12-З «Об установлении границ муниципальных образований Зубово-Полянского района, муниципального образования Зубово-Полянский район и наделении их статусом сельского поселения, городского поселения и муниципального района».
Упразднено в 2019 году с включением всех населённых пунктов в Мордовско-Полянское сельское поселение (сельсовет).

## Население
| 2002 | 2010 | 2012 | 2013 | 2014 | 2015 | 2016 |
| ---- | ---- | ---- | ---- | ---- | ---- | ---- |
| 570  | ↘531 | ↘520 | ↘493 | ↘471 | ↘446 | ↘441 |
| 2017 | 2018 | 2019 |      |      |      |      |
| ↘439 | ↘427 | ↘414 |      |      |      |      |

## Состав сельского поселения
| № | Населённый пункт | Тип населённого пункта | Население |
| - | ---------------- | ---------------------- | --------- |
| 1 | Богдановка       | село                   | ↘19       |
| 2 | Булдыгино        | село                   | ↘239      |
| 3 | Выселки          | посёлок                | ↘103      |
| 4 | Поповка          | посёлок                | ↘169      |
| 5 | Родниковка       | посёлок                | →1        |